# Philadelphia Daily News
Pour les articles homonymes, voir Daily News.
Le Philadelphia Daily News est un tabloïd américain publié dans la ville de Philadelphie. Il a été créé le 31 mars 1925 par le rédacteur en chef Lee Ellmaker. Au départ, le journal se consacrait essentiellement à la criminalité, aux sport, et aux histoires sensationnelles. Dès 1930, le tirage quotidien du journal dépassait les 200 000 exemplaires, cependant, ce dernier n'a cessé de chuter, et le journal est aujourd'hui encore en proie à des difficultés financières. Il fait partie, à l'instar du Philadelphia Inquirer de Philadelphia Media Holdings L.L.C.